# Sockelprofil

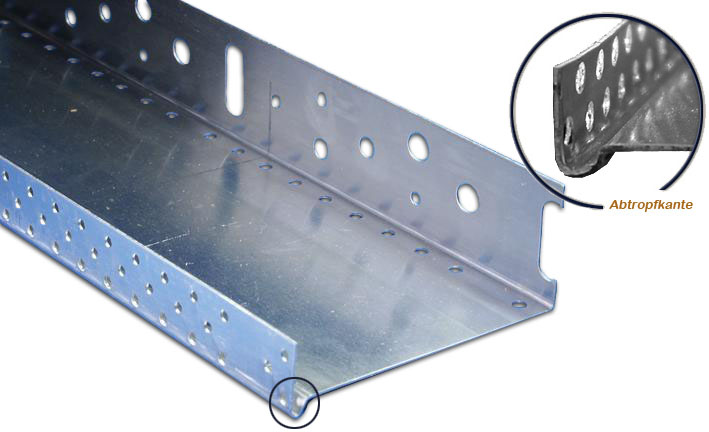
Sockelprofil mit Tropfkante, Material Aluminium

Das Sockelprofil, auch Sockelabschlussprofil genannt, findet bei der Fassadendämmung mit Wärmedämm-Verbundsystemen Anwendung.
Das Sockelprofil dient der fluchtgerechten, sauberen Ausbildung des unteren Systemabschlusses von Wärmedämm-Verbundsystemen und wird in der Regel über der Sockeldämmung befestigt. Auf das Sockelprofil wird die erste Reihe der Dämmplatten für die Fassadendämmung aufgesetzt. 
Das Material der Dämmplatten unterliegt keiner Einschränkung; es können sowohl Platten Schaumpolystyrol als auch mineralische Dämmplatten aus Steinwolle oder Glaswolle verwendet werden. 
Sockelprofile bestehen überwiegend aus Aluminium und sind in der Regel 2–2,5 m lang. Um Wärmebrücken zu reduzieren, können alternativ Sockelschienen aus Kunststoff verwendet werden. 
Weitere Ausführungsmodelle sind Sockelprofile mit Gewebeansatz, wobei der Gewebeansatz zum Verbund mit dem Armierungsgewebe dient. 
Fachgerechte Sockelprofile verfügen über eine integrierte Tropfkante. Sie dient zur Aufnahme und Abführung von Feuchtigkeit.